# 瑪雅手抄本

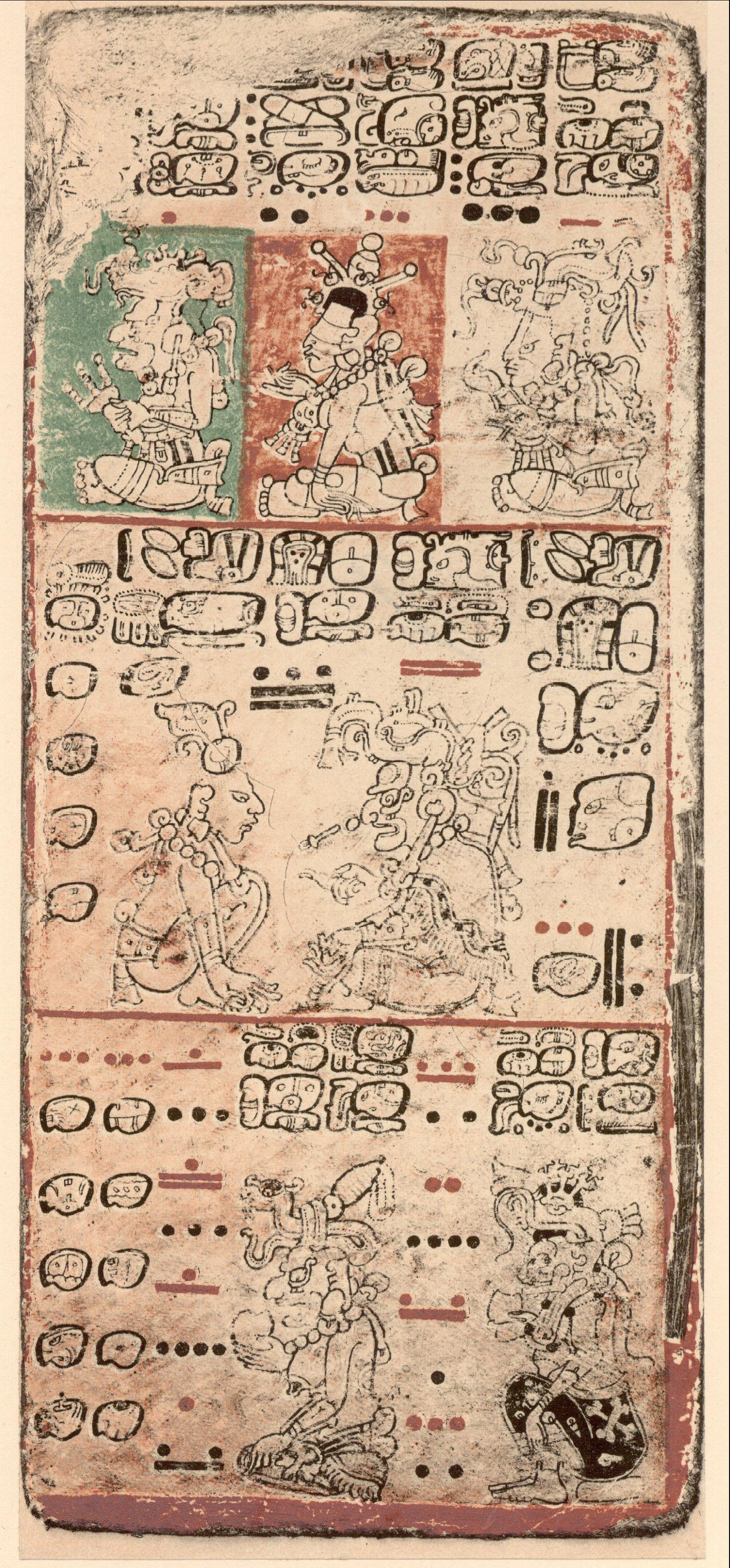
德勒斯登手抄本的其中一頁。

瑪雅手抄本是前哥倫布時期瑪雅文明的文獻，是以瑪雅文字寫在脫毛榕木的內樹皮製成的紙上。這些手抄本是由專業抄寫員在神明的任命下寫成的。瑪雅人於5世紀開始製造自己的紙張，羅馬人也是於同時代造紙，但瑪雅人的紙張更為耐用及適合書寫。這些手抄本一般都是以最後存放的城市來命名，留存下來的要以德勒斯登手抄本最為重要。

## 背景
在16世紀西班牙征服尤卡坦時期，就已經有很多瑪雅手抄本存在，但後來被西班牙征服者及祭司大量銷毀。而所有在猶加敦的文獻卻被迪亞哥·德·蘭達主教於1562年7月下令全面銷毀。這些文獻，加上一些石刻及碑刻，都是瑪雅文明現存的主要書寫紀錄。不過，它們所記載的肯定較石刻或其他銘刻的更為廣泛。於1540年有指在瓜地馬拉高原發現的文獻中，記載了瑪雅超過800年的歷史。巴托洛梅·德拉斯·卡薩斯發現了一些瑪雅手抄本，但卻正被僧侶所燒毀。最後被破壞的文獻是於1697年在瓜地馬拉的塔亞沙爾被破壞。 由於所受到的破壞，很多有關瑪雅文明的重要資料都被抹煞了。
現時只存有3份手抄本，或是4份手抄本碎片：
- 德勒斯登手抄本[1]
- 馬德里手抄本（英语：Madrid Codex (Maya)）
- 巴黎手抄本（英语：Paris Codex）
- 格羅里手抄本（英语：Maya Codex of Mexico）

## 德勒斯登手抄本
德勒斯登手抄本現正存放在德國德勒斯登圖書館內。它是有最詳細解釋的手抄本，亦是非常重要的藝術作品。很多部份記載了各類儀式，其他則有關天文學。這套手抄本是一本有39頁長紙的書籍，每頁都是雙面記載。這有可能是在西班牙入侵前寫成，後來展轉間到了歐洲，並於1739年由德勒斯登圖書館所購下。它的複製品自2007年10月就在瓜地馬拉展覽。

### 金星週期
金星週期是瑪雅文明重要曆法，而大部份有關資料都可以在德勒斯登手抄本中找到。瑪雅人可以非常準確的計算金星週期，在德勒斯登手抄本中第46頁至50頁來計算金星的位置。這種準確性是因超過很多世紀對金星的觀察而獲得。金星週期如此重要，是因瑪雅人相信它與戰爭有關，並擇日進行加冕或開戰，當金星上升時，就是開戰的時候。瑪雅亦可能有觀察其他的天體，如火星、水星及木星。

## 馬德里手抄本
馬德里手抄本的手工雖然較差，但卻是由8個抄寫員寫成，內容比德勒斯登手抄本更為多樣。它是由荷南·科爾蒂斯送回西班牙，而現正存放在馬德里的美洲博物館內。它共有112頁，曾經分為兩個獨立部份，並於1888年重組。

## 巴黎手抄本
巴黎手抄本內記述了盾及卡盾的預言（詳細參看瑪雅曆），以及瑪雅天文，集兩者製成了方士祕錄。巴黎手抄本最先於1832年在巴黎法國國家圖書館出現，3年後倫巴底藝術家Agostino Aglio為金世葆勳爵造了一個複本。這個複本的原稿已經遺失，只有一些複印本留在芝加哥的紐波瑞圖書館。
1859年法國東方學者萊昂·戴羅斯尼在法國國家圖書館爐角發現了一籃舊文獻，這籃文獻已被拋棄及被人所遺忘。 他在這籃文獻中卻發現了巴黎手抄本，故巴黎手抄本的狀況較差。戴羅斯尼是因在文獻上見到Pérez一字而發現巴黎手抄本，故將之命名為Codex Peresianus，但一般都稱呼它為巴黎手抄本。

## 格羅里手抄本
雖然其他的三個手抄本都是在19世紀出現，但格羅里手抄本卻要到1970年代才出現。這個瑪雅手抄本是在洞穴中發現，但就其可信性則被受質疑。這個手抄本是只有11頁的碎片，現正存放在墨西哥的博物館內，並不公開展覽。每頁都較其他手抄本小資料，並且都是顯示了一個向左望的英雄或神祇。每頁最頂處有一個數字，而左排則有相信是日子的列表。

## 其他瑪雅手抄本
由於瑪雅手抄本較為稀有及重要，故任何有關發現瑪雅手抄本的消息都備受關注。在墓穴的考古挖掘發現了一些方形泥塊，這正是手抄本的遺跡，但所有的有機物都已被侵蝕。已知最古老的手抄本都是在瓜地馬拉的瓦哈克通、基切的拉巴、伯利茲的阿頓哈及洪都拉斯的科潘發現用來殮葬的祭物。6個的手抄本可以追溯至古典時期早期及後期，並後古典時期初期。不過這些手抄本因壓力及濕度的改變，有機底層全被消去，手抄本都不能開啟，或是非常細小的薄層，沒法看得到其內容。

### 偽造
由20世紀開始，出現了不同的偽造手抄本。當格羅里手抄本出現時，有很多著名的瑪雅學者都認為它是精美的偽造品。縱然有更多的證據證明其真實性，但仍有很多學者質疑這是否為偽造品。

## 外部連結
- The Construction of the Codex In Classic- and Postclassic-Period Maya Civilization Maya Codex and Paper Making
- Maya Codices （页面存档备份，存于）
- Complete Dresden codex as JPG （页面存档备份，存于）,
- Codex and Maya Writing
- Dresden Codex and the Mayan Calendar （页面存档备份，存于） at Convergence （页面存档备份，存于）